# Pallavolo ai XIX Giochi del Sud-est asiatico
La pallavolo ai XIX Giochi del Sud-est asiatico si è disputata durante la XIX edizione dei Giochi del Sud-est asiatico, che si è svolta a Giacarta, in Indonesia, nel 1997.

## Podi
| Evento                         | Oro        | Argento    | Bronzo    |
| Pallavolo maschile (dettagli)  | Indonesia  | Thailandia | ?         |
| Pallavolo femminile (dettagli) | Thailandia | Filippine  | Indonesia |